# Johannes Fichtner

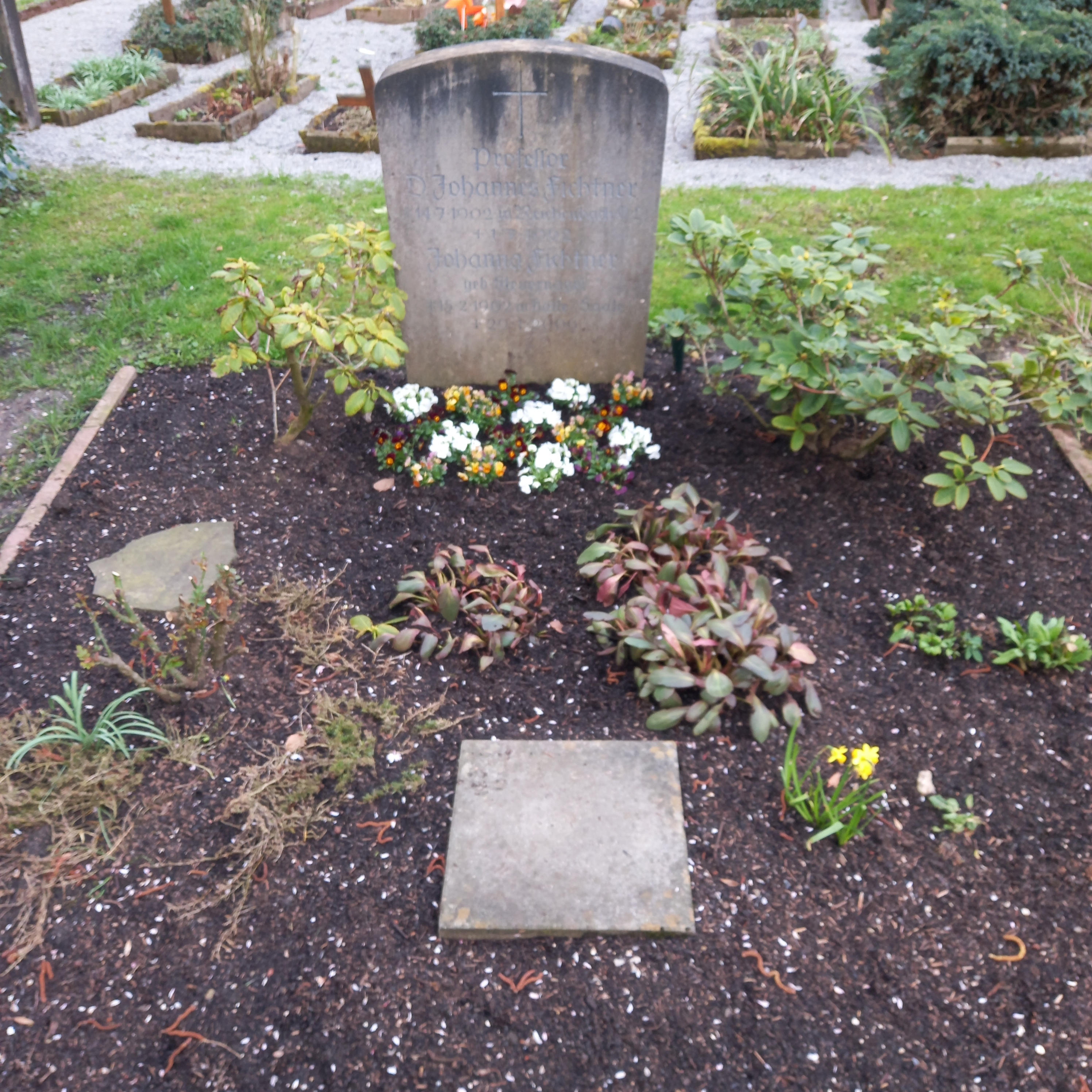
Das Grab von Johannes Fichtner und seiner Ehefrau Johanna geborene Steuernagel auf den Neuen Zionsfriedhof Bethel in Bielefeld

Johannes Martin Paul Fichtner (* 14. Juli 1902 in Reichenbach/O.L.; † 1. Juli 1962 in Speyer) war ein deutscher evangelischer Theologe (Alttestamentler).

## Leben
Johannes Fichtner erwarb 1929 den Lic. theol. in Breslau und 1930 die Habilitation. Er war Privatdozent und Standortpfarrer in Greifswald, 1937 außerplanmäßiger Professor, von 1939 bis 1948 außerordentlicher Professor, später zugleich Studentenpfarrer, von 1949 bis 1962 ordentlicher Professor an der Kirchlichen Hochschule Bethel, seit 1954 zugleich Dozent an der Pädagogischen Akademie Bielefeld, von 1950 bis 1955 Leiter der Kirchlichen Hochschule Bethel.
Die Westfälische Wilhelms-Universität Münster zeichnete Fichtner 1955 mit der theologischen Ehrendoktorwürde aus.